# Shunzhi
Shunzhi (15 de março de 1638 – 5 de fevereiro de 1661) foi o segundo Imperador da Dinastia Qing e o primeiro Imperador Qing a governar toda a China.

## Carreira
Ele foi escolhido em 1643 por um comitê de príncipes manchu para suceder seu pai Huang-Taiji como imperador. Como tinha apenas cinco anos de idade, os príncipes também nomearam dois co-regentes: Dorgon, décimo quarto filho de Nurhachi, e Jirgalang, um dos sobrinhos de Nurhachi. Ambos pertenciam ao clã imperial Qing de Aisin Gioro.
O poder político ficou principalmente nas mãos de Dorgon de 1643 a 1650. Qing conquistou sob sua liderança a maior parte do território da dinastia Ming, perseguindo os últimos regimes lealistas Ming nas províncias mais ao sul e estabelecendo a base para o domínio Qing sobre a China apesar de políticas bem impopulares como o "comando do corte de cabelo" de 1645, que forçou todos os súditos Qing a cortarem o cabelo na frente da cabeça e trançarem o restante de maneira a se assemelhar aos usados pelos manchu. O jovem Shunzhi passou a governar pessoalmente depois da morte de Dorgon em 1650. Ele tentou lutar contra a corrupção e reduzir a influência da nobreza manchu. O imperador enfrentou uma revolta de lealistas Ming na década de 1650, porém seus exércitos conseguiram derrotar os últimos inimigos Ming em 1661. Shunzhi acabou morrendo aos 22 anos de varíola, uma doença altamente contagiosa que era endêmica na China, porém uma contra a qual os manchus não tinham imunidade. Ele foi sucedido por seu terceiro filho Xuanye, que governou como imperador Kangxi pelos próximos sessenta anos. Pouco se sabe sobre o período de Shunzhi na história Qing já que poucos documentos de seu reinado sobreviveram.